# All That Remains (groupe)
Pour les articles homonymes, voir All That Remains et ATR.
All That Remains (ATR) est un groupe de metalcore originaire de Springfield, Massachusetts, aux États-Unis. Formé en 1998, le groupe a commercialisé un total de six albums studio, un CD/DVD live, et vendu près de 800 000 exemplaires à travers le monde. Le groupe se constitue des guitaristes Jason Richardson et Mike Martin, du chanteur Philip Labonte, le bassiste Matt Deis et du batteur Anthony Barone.

## Biographie

### Formation, et premiers albums (2000–2005)
Phil Labonte, chanteur du groupe All That Remains, fut le chanteur original du groupe Shadows Fall et a participé à l'enregistrement de l'album culte Somber Eyes to the Sky. Forcé de partir à cause de ses « différents goût musicaux », Phil se focalise principalement sur son projet parallèle qu'il a nommé All That Remains, sur lequel il avait travaillé avant son départ. Phil est connu pour soutenir des groupes originaires de Boston comme Widow Sunday, Bury Your Dead et Cannae. Le groupe fait paraître son premier album, Behind Silence and Solitude le 26 mars 2002 chez Prosthetic Records. Le style de l'album diffère du style musical metalcore mélodique qu'il produisait en 2006 et contient plus d'éléments sonores tirés du death metal mélodique.
Leur second album, This Darkened Heart est commercialisé le 23 mars 2004 chez Prosthetic Records. Il est produit par le guitariste de Killswitch Engage Adam Dutkiewicz. Les trois premiers singles de l'album incluent This Darkened Heart, Tattered on My Sleeve et The Deepest Gray, chacun possédant son propre vidéoclip.

### The Fall of Idealset succès (2006–2008)

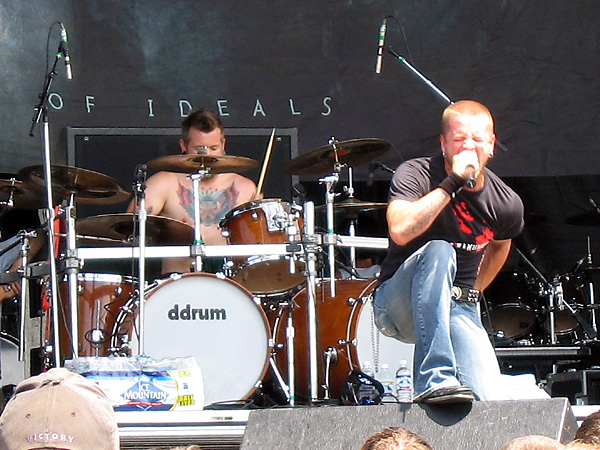
All That Remains, à l'Ozzfest 2006.

Leur troisième album The Fall of Ideals est commercialisé le 11 juillet 2006 chez Prosthetic Records. Une nouvelle fois, l'album est produit par Adam Dutkiewicz. Il est considéré comme l'album ayant popularisé le groupe ; il atteint la 75e place du classement musical Billboard 200, avec 13 000 exemplaires à sa première semaine de sortie. This Calling est le premier titre de l'album et la bande originale de Saw 3. Deux vidéoclips ont été réalisés, dont un avec des scènes du film Saw 3. Le groupe a également participé à l'Ozzfest 2006. le titre Six est présenté sur le jeu vidéo Guitar Hero II en tant que musique déblocable. Le 20 juin 2007, le titre The Fall of Ideals surpasse les 100 000 exemplaires vendus aux États-Unis. Un vidéoclip du troisième single de l'album, Not Alone, est tourné le 4 juillet et diffusé le 10 septembre 2007.
En 2007, le groupe participe au Wacken Open Air de Wacken en Allemagne. Le 30 novembre 2007, All That Remains fait paraître un CD/DVD live intitulé All That Remains Live. Début 2008, ils embarquent sur une headline aux côtés de Chimaira, Black Tide, Divine Heresy et Light This City. Five Finger Death Punch, devait également jouer, mais n'a pas pu se présenter à cause de problèmes de voix. Plus tard, durant l'été, All That Remains participe au Warped Tour 2008.

### Overcome(2008–2010)
Le groupe visite les Audiohammer Studios en mai 2008, puis y enregistre son quatrième album studio, Overcome, aux côtés du producteur Jason Suecof. L'album est commercialisé le 16 avril 2008. Le titre Chiron est présenté comme le premier single de l'album et une vidéo a été réalisé pour ce titre. Deux singles de l'album (Chiron et Two Weeks) sont présentés dans le jeu vidéo Rock Band, avec le titre This Calling. Le groupe diffuse une vidéo de Two Weeks en octobre. Two Weeks est en téléchargement gratuit pour le jeu sur iPhone OS, Tap Tap Revenge 2. Le 12 avril 2009, Phil Labonte poste sur un message sur son compte Twitter indiquant qu'il enregistrait quelque chose au studio avec (au moins) Oli et Mike. Il s'agissait d'une version acoustique du titre Forever in Your Hands.
Le 10 juin, All That Remains participe au Rockstar Mayhem Festival, avec God Forbid et Trivium. Le 29 juin 2009, le batteur Jason Costa quitte le groupe. Le groupe recrute temporairement le batteur Tony Laureano (Dimmu Borgir, Nile) pour honorer leur présence au Rockstar Energy Mayhem Festival. Le 7 octobre 2009, All That Remains diffuse la vidéo de son single Forever in Your Hands. Le 29 septembre 2010, All That Remains announce The Napalm & Noise Tour, qui se dérouelra du 23 novembre au 21 décembre. Ils accompagnent The Devil Wears Prada, et soutenus par Story of the Year et Haste the Day.

### For We Are Many(2010–2011)

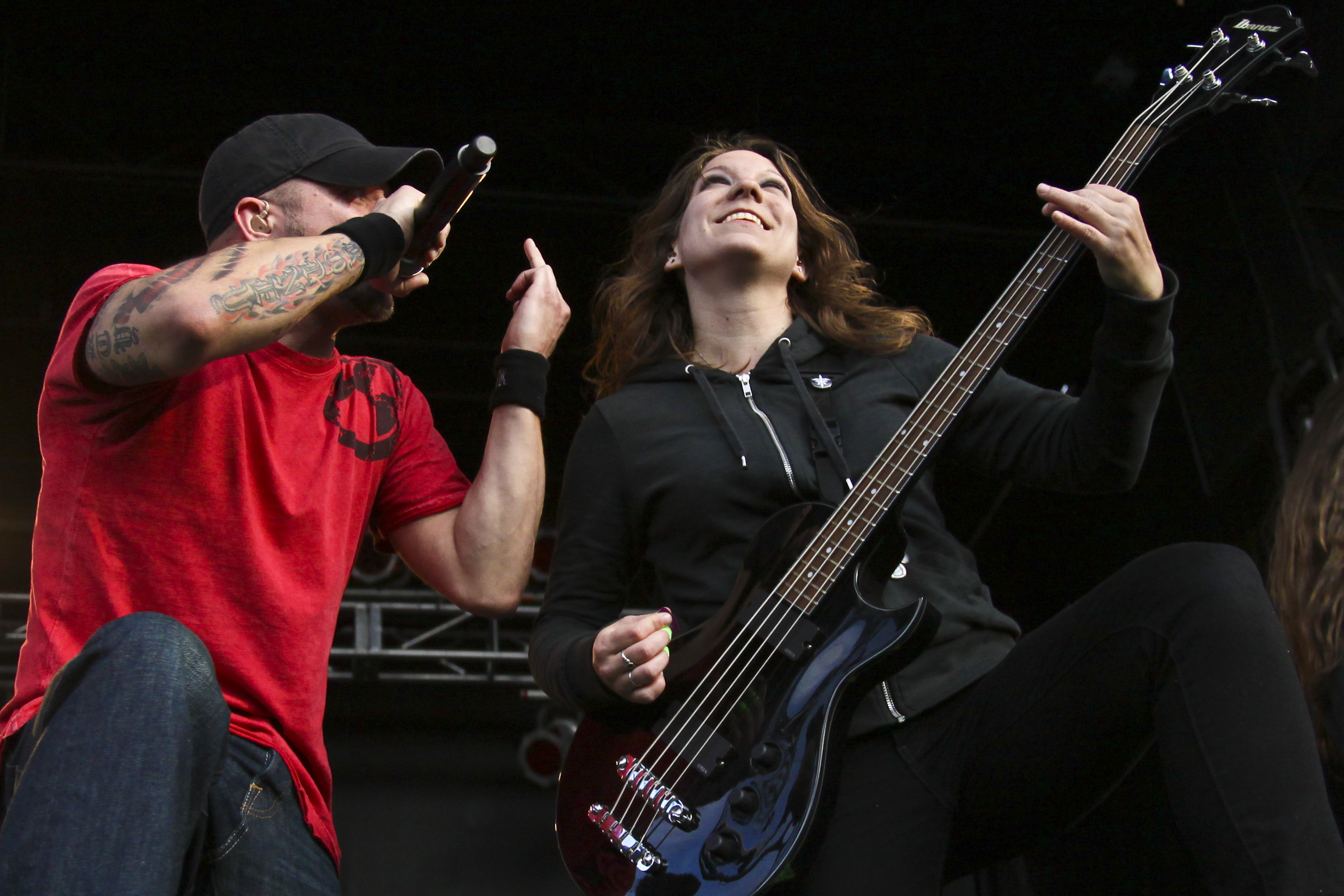
Phil Labonte et Jeanne Sagan, sur scène en 2011.

All That Remains planifie l'enregistrement d'un nouvel album, enregistrement qui débute début avril 2010. Le groupe confirme la parution de l'album produit par Adam Dutkiewicz. L'album est commercialisé le 12 octobre 2010.
Le 8 juin 2010, All That Remains joue en avant-première son single For We Are Many lors d'une émission télévisée à Burlington. Le 6 octobre 2010, All That Remains présente une vidéo du titre Hold On.For We Are Many débute 10e au classement Billboard 200, avec 29 000 exemplaires vendus dès sa première semaine. All That Remains participe au Share the Welt Fall avec Hatebreed, Rains et Five Finger Death Punch.

### A War You Cannot WinetThe Order of Things(2012-2015)
Le 25 janvier 2012, le chanteur Phil Labonte explique l'implication de nouveaux instruments par le groupe, sur Facebook. Le 21 juin, le groupe annonce l'enregistrement d'un sixième album studio intitulé A War You Cannot Win. Le 13 août 2012, Phil diffuse le vidéoclip Down Through the Ages sur YouTube.
Le 14 novembre 2014, Phil Labont publie le premier single tiré de l'album : No Knock. Suivra This Probably Won't End Well le 13 janvier 2015, ainsi que l'album The Order of Things le 24 février.
En septembre 2015, la bassiste Jeanne Sagan quitte le groupe pour réaliser de nouveaux projets. Elle est remplacée par Aaron Patrick.

### Madness,Victim of the New Diseaseet mort de Oli Herbert (2016-2021)
Le 1er août 2016, le groupe annonce l'enregistrement de leur huitième album et sera produit par Howard Benson. Il se nomme Madness et sort officiellement le 28 avril 2017. 
Le 14 septembre 2018, le groupe sort un single intitulé Fuck Love pour leur nouvelle album prévu courant 2019. Il publie l'image de la pochette le 26 septembre ainsi que le titre de l'album, Victim of the New Disease. Le groupe annonce la sortie de l'album pour le 9 novembre 2018.  
Le 17 octobre 2018, le groupe annonce par un communiqué la mort du guitariste Oli Herbert sans donner plus de détails. Le 9 novembre, le chanteur annonce dans une interview que Jason Richardson (anciennement guitariste de Chelsea Grin et Born of Osiris) remplacerait Herbert pour leurs prochaines tournées. Il devient membre officiel du groupe à partir du 9 février 2019, annoncé sur la page Facebook du groupe. 

### Changement de membres etAntifragile(depuis 2022)
Le 2 février 2022, le groupe annonce le retour du bassiste Matt Deis, remplaçant Aaron Patrick qui l'a quitté pour se consacrer à son nouveau groupe, Bury Your Dead . 
Le 20 juillet 2023, le batteur Jason Costa annonce à son tour quitter le groupe pour des raisons personnelles. Il est remplacé par le batteur du groupe Beneath the Massacre, Anthony Barone, durant la tournée du groupe avant de devenir un membre officiel. 
Le 3 mai 2024, le groupe sort une nouveau single intitulé Divines annonçant la sortie d'un nouvelle album et introduisant les nouveaux membres. Le 14 juin, ils sortent une nouveau single intitulé Let You Go. Le 16 août 2024, ils sortent No Tomorrow en tant que troisième single et un quatrième sort le le 7 novembre intitulé Forever Cold ,. 
Le 6 décembre 2024, le groupe annonce que l'album aura pour nom Antifragile et sortira officiellement le 31 janvier 2025. 

## Membres actuels
- Philip Labonte - chant (depuis 1998)
- Mike Martin - guitare (depuis 2004)
- Matt Deis - basse (2003-2005, depuis 2022)
- Jason Richardson - guitare (depuis 2018)
- Anthony Barone - batterie (depuis 2024)

## Ancien membres
- Dan Egan - basse (1998-2003)
- Chris Bartlett - guitare (1998-2004)
- Michael Bartlett - batterie (1998-2006)
- Shannon Lucas - batterie (2006)
- Jeanne Sagan - basse, chœur (2006-2015)
- Aaron Patrick - basse, chœur (2015-2021)
- Oli Herbert - guitare (1998-2018; mort en 2018)
- Jason Costa - batterie (2006-2023)

## Discographie

### Singles
| Année | Chanson                        | Album                     |
| ----- | ------------------------------ | ------------------------- |
| 2004  | The Deepest Gray               | This Darkened Heart       |
| 2004  | This Darkened Heart            | This Darkened Heart       |
| 2004  | Tattered On My Sleeve          | This Darkened Heart       |
| 2006  | This Calling                   | The Fall of Ideals        |
| 2006  | The Air That I Breathe         | The Fall of Ideals        |
| 2006  | Six                            | The Fall of Ideals        |
| 2007  | Not Alone                      | The Fall of Ideals        |
| 2008  | Chiron                         | Overcome                  |
| 2008  | Two Weeks                      | Overcome                  |
| 2009  | Forever In Your Hand           | Overcome                  |
| 2009  | Frozen                         | Overcome                  |
| 2010  | Hold On                        | For We Are Many           |
| 2011  | The Last Time                  | For We Are Many           |
| 2011  | The Waiting One                | For We Are Many           |
| 2012  | Down Through the Ages          | A War You Cannot Win      |
| 2012  | Stand Up                       | A War You Cannot Win      |
| 2012  | You Can't Fill My Shadows      | A War You Cannot Win      |
| 2013  | Asking Too Much                | A War You Cannot Win      |
| 2013  | What If I Was Nothing          | A War You Cannot Win      |
| 2014  | No Knock                       | The Order of Things       |
| 2015  | This Probably Won't End Well   | The Order of Things       |
| 2015  | Tru-Kvlt-Metal                 | The Order of Things       |
| 2015  | For You                        | The Order of Things       |
| 2015  | Victory Lap                    | The Order of Things       |
| 2016  | Criticism and Self-Realization | The Order of Things       |
| 2017  | Madness                        | Madness                   |
| 2017  | Safe House                     | Madness                   |
| 2017  | Halo                           | Madness                   |
| 2017  | Louder                         | Madness                   |
| 2017  | The Thunder Rolls              | Madness                   |
| 2018  | Fuck Love                      | Victim of the New Disease |
| 2018  | Everything's Wrong             | Victim of the New Disease |
| 2018  | Wasteland                      | Victim of the New Disease |
| 2024  | Divine                         | Antifragile               |
| 2024  | Let You Go                     | Antifragile               |
| 2024  | No Tomorrow                    | Antifragile               |
| 2024  | Forever Cold                   | Antifragile               |

## Vidéographie

### Clips vidéo
| Année | Titre                                      | Auteur                    | Album                     |
| ----- | ------------------------------------------ | ------------------------- | ------------------------- |
| 2004  | The Deepest Grey                           | Ian McFarland             | This Darkened Heart       |
| 2004  | This Darkened Heart                        | Dale Resteghini           | This Darkened Heart       |
| 2004  | Tattered on My Sleeve                      | David Brodsky             | This Darkened Heart       |
| 2006  | This Calling                               | Frankie Nasso             | The Fall of Ideals        |
| 2006  | The Air That I Breathe                     | Darren Doane              | The Fall of Ideals        |
| 2007  | Not Alone                                  | Soren Kragh-Jacobsen      | The Fall of Ideals        |
| 2008  | Chiron                                     | Brian Thompson            | Overcome                  |
| 2008  | Two Weeks                                  | inconnu                   | Overcome                  |
| 2009  | Forever In Your Hand                       | David Brodsky             | Overcome                  |
| 2010  | Hold on                                    | Micke                     | For We Are Many           |
| 2011  | The Last Time                              |                           | For We Are Many           |
| 2012  | Stand Up                                   | P.R. Brown                | A War You Cannot Win      |
| 2014  | What If I Was Nothing                      |                           | A War You Cannot Win      |
| 2015  | This Probably Won't End Well               |                           | The Order Of Things       |
| 2015  | For You                                    |                           | The Order Of Things       |
| 2015  | Victory Lap                                |                           | The Order Of Things       |
| 2017  | Madness                                    |                           | Madness                   |
| 2017  | The Thunder Rolls                          | Wombat Fire, Brooks Jones | Madness                   |
| 2019  | Just Tell Me Something feat. Danny Worsnop |                           | Victim of the New Disease |
| 2024  | Divine                                     | Brian Raess               | Antifragile               |
| 2024  | Let You Go                                 | Tom Flynn                 | Antifragile               |
| 2024  | No Tomorrow                                | Tom Flynn                 | Antifragile               |

### DVD
- All That Remains Live (2007)